# Easy Living
Pour la chanson de Uriah Heep, voir Easy Livin'.
Pour l’article homonyme, voir Easy Living (album d'Ella Fitzgerald et Joe Pass).
Albums de Sonny Rollins
The Way I Feel
(1976) Don't Stop the Carnival
(1978)
Easy Living est un album du saxophoniste ténor Sonny Rollins paru en 1977 sur le label Milestone.

## Réception
L'auteur et critique de jazz Scott Yanow qualifie l'album sur AllMusic de « l'un des meilleurs enregistrements de Sonny Rollins des années 1970 », avec un style souvent mélodieux, en particulier sur le titre de Stevie Wonder, Isn't She Lovely où le saxophoniste est particulièrement efficace et propose aussi des trouvailles intéressantes sur les morceaux My One and Only Love et Easy Living.

## Titres
| N°     | Titre                | Compositeur                                     | Durée |
| ------ | -------------------- | ----------------------------------------------- | ----- |
| Face 1 |                      |                                                 |       |
| 1.     | Isn't She Lovely     | Stevie Wonder                                   | 6:39  |
| 2.     | Down The Line        | Sonny Rollins                                   | 7:59  |
| 3.     | My One and Only Love | Ira et George Gershwin, Robert Mellin, Guy Wood | 5:05  |
| Face 2 |                      |                                                 |       |
| 4.     | Arroz Con Pollo      | Sonny Rollins                                   | 5:37  |
| 5.     | Easy Living          | Ralph Rainger, Leo Robin                        | 6:09  |
| 6.     | Hear What I'm Saying | Sonny Rollins                                   | 9:40  |

## Enregistrement
Les morceaux sont enregistrés du 3 au 6 aout 1977 au Fantasy Studios à Berkeley (Californie).
| Musicien               | Instrument                 | Titre  |  | Équipe technique |                      |
| ---------------------- | -------------------------- | ------ |  | ---------------- | -------------------- |
| Sonny Rollins          | saxophone ténor et soprano | 1-6    |  | Orrin Keepnews   | producteur           |
| George Duke            | piano                      | 1-6    |  | Phil Carroll     | direction artistique |
| Charles Icarus Johnson | guitare                    | 1-4, 6 |  | Kerry McNabb     | ingénieur            |
| Bill Summers           | congas, percussions        | 1, 5   |  | Jim Stern        | remixing             |
| Tony Williams          | batterie                   | 1-6    |  | Phil Bray        | photographie         |
| Paul Jackson           | guitare basse              | 2-6    |  | Kirk Felton      | remastering          |
| Byron Miller           | guitare basse              | 1, 5   |  |                  |                      |